# Christophe Grudler
Christophe Grudler, né le 9 avril 1965 à Belfort, est un journaliste et homme politique français, membre du Mouvement démocrate. Ancien conseiller départemental du Territoire de Belfort, il est élu député européen en mai 2019 et réélu en juin 2024. Il est également conseiller municipal de la ville de Belfort.

## Biographie

### Études
Après sa scolarité à l’Institution Sainte-Marie de Belfort, il rejoint l’Université de Strasbourg, où il obtient un Diplôme d'études approfondies (DEA) en Histoire moderne.
Il est aussi diplômé du Centre universitaire d'enseignement du journalisme (CUEJ) de Strasbourg.

### Carrière professionnelle
Après ses études, Christophe Grudler commence une carrière de journaliste au sein de la rédaction du quotidien régional L’Alsace. En 1995, il devient chef d’agence à Wittelsheim puis Altkirch.
En 2004, il prend la direction du Journal des enfants, en tant que rédacteur en chef et directeur. En 2007, il prend en plus la direction de la société L’AME (L’Alsace Magazine Éditions) et à ce titre dirige les magazines de terroir : Pays Comtois, En Alsace, Massif des Vosges Magazine, En Bourgogne. En 2011, il prend la responsabilité du Service Publicité du Groupe L’Alsace. En 2014, il crée la maison d'édition Les éditions du Lion, basée à Belfort . En 2015, il prend la tête du périodique La Chasse en Alsace.

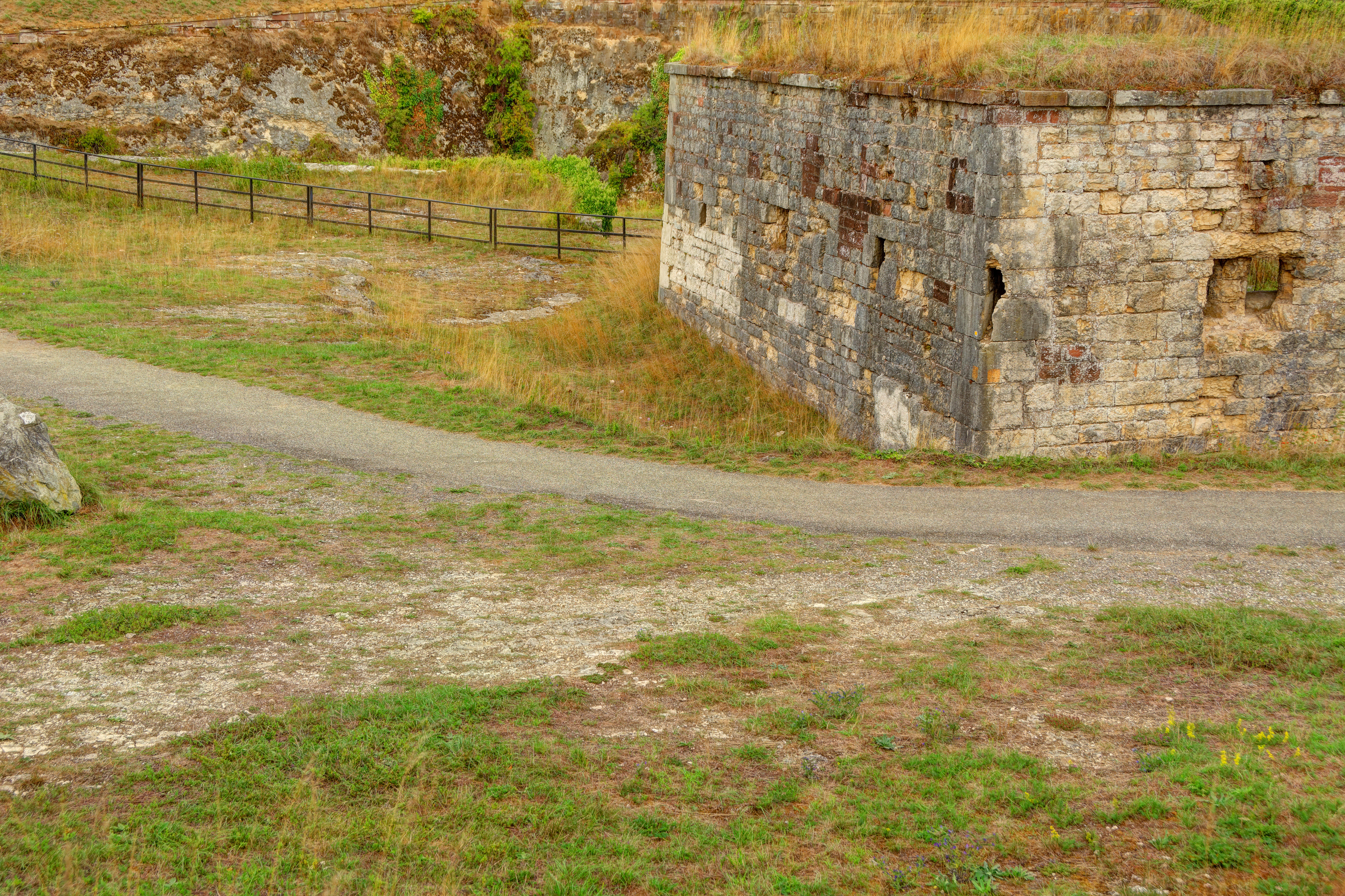
Lieu où a été pris en photo le fusillé souriant, à Belfort.

Il a identifié une célèbre photo de la Seconde Guerre mondiale, dite du « Fusillé souriant ». Après 50 ans d’énigme, il a révélé le lieu de la prise de la photo (les fossés du château de Belfort) et l’identité du « Fusillé souriant inconnu » : il s’agit d’un sapeur-pompier résistant, Georges Blind, victime là d’un simulacre d’exécution avant de mourir en déportation ,.

### Parcours politique
Pour sa première campagne, il est élu en 1998 conseiller général du Canton de Belfort-Est – le plus grand de Belfort — avec le soutien du Rassemblement pour la République (RPR).
En 2001, il conduit la liste d’opposition (RPR-UDF-DL) aux élections municipales, il réalise un score de 44,71 % au second tour face à Jean-Pierre Chevènement. En 2002, il est exclu de l'Union pour un mouvement populaire par décision de Damien Meslot, secrétaire départemental de l'UMP du Territoire de Belfort.
En 2004, il est réélu conseiller général de Belfort-Est (sans étiquette) avec 54,6 % des voix.
Il se présente en 2008 à la tête d’une liste aux élections municipales. Avec 16,91 %, il accède au second tour et est élu conseiller municipal.
En 2008, il prend la responsabilité du Mouvement démocrate (MoDem) pour le Territoire de Belfort puis pour la Franche-Comté. Il est ensuite nommé membre du bureau exécutif national, l'organe de direction du MoDem.
En 2011, il est réélu conseiller général de Belfort-Est avec plus de 68 % des voix face à Jean-Marie Herzog de l’UMP (31 %)
En 2013, il se déclare candidat aux élections municipales de 2014 à Belfort. Terminant troisième au premier tour avec 15,67 % des voix, il se retire du second tour qui voit Damien Meslot l'emporter.
En 2015, il est élu conseiller départemental du canton de Belfort-3, en binôme avec Julie de Breza. Au deuxième tour, il obtient 53,5 % des voix devant Damien Meslot. Il démissionne en mars 2020, à la suite de son élection au Parlement Européen 
En 2017, aux élections législatives, il arrive en tête au premier tour, avec 31,83 % des suffrages, devant Ian Boucard (LR). Il est cependant battu au deuxième tour par ce dernier avec le score de 49,25 % des voix. En raison d'irrégularités constatées lors du scrutin, une nouvelle élection législative partielle est organisée l'année suivante. Qualifié au second tour, Christophe Grudler est battu par le député sortant.
En mai 2019, il est élu député européen sur la liste « Renaissance » de La République en Marche avec le MoDem, Agir et le Mouvement radical.
Au sein du Parlement Européen, il est membre titulaire de la commission de l'Industrie, de la recherche et de l'énergie et membre suppléant de la sous-commission Sécurité et défense.
Lors des élections municipales de 2020, il est élu conseiller municipal de la ville de Belfort.
Il est douzième et réélu sur la liste Besoin d'Europe aux élections européennes de 2024.

## Mandats
- 1998-2015 : conseiller général du canton de Belfort-Est
- 2015-2019 : conseiller départemental du canton de Belfort-3
- 2001-2014 / depuis 2020 : conseiller municipal de Belfort
- depuis 2019 : député européen

## Publications
- Belfort, des hommes, une révolution avec André Larger (1990) - Éditions Deval
- Les Maires de Belfort de 1800 à nos jours (1993) avec André Larger - Éditions Le Pays
- Les Vieilles familles du Sundgau (1995), tomes 1, 2 et 3, avec André Ganter - Éditions L'Alsace
- Le fusillé souriant, histoire d’une photo (1996) – Éditions Grudler puis Sutton, Médaille d’or de l’Académie de Lutèce
- Belfort, citadelle royale, forteresse républicaine – Ouvrage collectif réalisé sous la direction de Jean-Pierre Kintz – Éditions Klopp
- Une carmélite à l'échafaud : Marie-Anne Brideau 1752-1794 (1999), Éditions Grudler
- Belfort et ses quartiers I et II (2000) – Éditions Sutton
- Le Canton de Danjoutin (2001) avec Xavier Greffoz – Éditions Sutton
- Le Ballon d'Alsace (2002)  avec Ralph Delaporte et Xavier Greffoz – Éditions Sutton
- Belfort au fil du temps (2010) – Éditions Grudler
- Pégoud, les roi des aviateurs (2015) - Editions du Lion
- Livre d'Or des Enfants de Belfort morts pour la France (2016) (*) - Editions du Lion
- Livre d'or des enfants du Territoire de Belfort morts en 1914-1918 (2018) (*) - Editions du Lion
- Livre d'Or du Siège de Belfort (2022) (*) - Editions du Lion

(*) Avec Bernard Cuquemelle

## Distinctions
- 2006 : Médaille d’or de l’Académie Internationale de Lutèce pour son livre Le Fusillé souriant, histoire d’une photo
- 2010 : Deuxième prix européen du « Meilleur élu d’opposition locale » - Groupe ADLE - Parlement européen - Bruxelles
- 2009 : « Prix Mondial du jeune lecteur, catégorie Liberté de la presse » reçu en tant que directeur du Journal des enfants remis par l’Association mondiale des journaux (AMJ) à Prague.
- 2013 : Lauréat du Prix Régional de l'Ethique, décerné par l'Association "ANTICOR", le 19 Décembre 2013.